# Симонт, Матвей
Матвей Симонт — итальянский инженер-капитан при Петре Великом, строитель Таганрога.

## Биография
Матвей Симонт (Маттео) в 1698 году перешел на русскую службу в инженер-капитаны и послан на Воронеж   «к строению пристани морского корабельного каравана и города», а в июле был назначен для построения города и порта Павловска близ Петрушинской косы, но оказалось, что там слишком мелко, ибо на расстоянии 3-х миль глубина была не больше 1 фута.
Симонт «со товарищи» избрал место около «Троицка на Таганроге», названного впоследствии Таганрогом. В 1699 году, в марте, он был послан в Черкасск для подъёма затонувших фуркатов (грузовые суда); исполнив с успехом это поручение, вернулся обратно в Троицк. Государь, уходя в поход, посетил Таганрог, лично осмотрел работы, остался ими очень доволен и даровал Симонту в награду годовой оклад 720 рублей.
В 1704 году Симонт был временно командирован в Азов для починки фуркатов, галиотов и бригантин. В 1709 году Государь, прибыв в Таганрог, остался очень недоволен, что порт мало углублен, но Симонтом и его работами остался доволен и наградил его особенным отличием — золотою медалью «На окончание строительства гавани в Таганроге», украшенную алмазами, ценою в 300 рублей.
После этого Симонт продолжал строить порты до заключения мира с Портой после Прутского похода, когда Азов, Таганрог и пр. были сданы турецкому правительству. В 1711 году заведовал бригантинами. Затем был совсем уволен от русской службы.

## Память
- В 1997 году в Таганроге был зарегистрирован Фонд «Матвей Симонт», целью существования которого декларировалось содействие развитию Таганрогского морского порта.